# Olga Barysheva
Olga Fiodorovna Barycheva-Korosteliova (en russe : Ольга Фёдоровна Барышева-Коростелёва), née le 24 août 1954 à Sverdlovsk (RSFS de Russie), est une joueuse et entraîneuse soviétique et russe de basket-ball. Elle évolue durant sa carrière au poste d'arrière.

## Palmarès
- Championne olympique 1976
- Championne olympique 1980
- Championne du monde 1975
- Championne du monde 1983
- Championne d'Europe 1974
- Championne d'Europe 1976
- Championne d'Europe 1978
- Championne d'Europe 1980
- Championne d'Europe 1981